# Linton (Cambridgeshire)
Pour les articles homonymes, voir Linton.
Linton est une paroisse civile et un village du Cambridgeshire, en Angleterre.